# ActivePerl
ActivePerl — дистрибутив Perl от ActiveState (ранее часть Sophos), доступный для таких ОС как Windows NT, Linux, Mac OS X, Solaris, AIX и HP-UX.
Текущие версии: ActivePerl 5.12.1.1201, ActivePerl 5.8.9.826, ActivePerl 5.10.1.1007. Поддерживают версии языка Perl 5.12, 5.8, и Perl 5.10 соответственно. Поддержка для Mac OS X доступна для всех текущих версий.
Предлагается в двух вариантах: стандартный (бесплатный) и enterprise. Также предлагается в качестве OEM‐поставки в составе продуктов разработчиков.